# ملا شیخ علی گیلانی
ملا شیخعلی گیلانی نویسندهٔ کتاب تاریخ مازندران است. این کتاب در سال ۱۰۴۴ هجری قمری، در زمان صفویان، نوشته شد.
شاه عباس کبیر توانست به روش‌های گوناگون طبرستان، جرجان و گیلان را فتح کند و در این دوره کتاب ملا شیخعلی بسیار اهمیت یافته زیرا در صورتی که چنین کتابی نوشته نمی‌شد، دوره‌ای از تاریخ ولایات دارالمرز در تاریکی باقی می‌ماند.
از نکات مهم تألیف ملا شیخعلی این است که خود او شاهد و حاضر در دوران فتوحات شاه عباس بوده و در سال ۱۰۰۶ که آخرین امیران طبرستان از بین رفتند، او ۳۷ ساله بوده‌است. همچنین خود ملا شیخعلی در میدان سیاست حاضر بوده و با سادات مرتضوی و الوند سلطان رابطهٔ تنگاتنگی داشته‌است.
تاریخ مازندران شیخعلی شامل مطالبی در مورد باوندیه، چلاویه و نسب و تسلط مرعشیه نیز می‌باشد؛ ولی اکثر مطالبی که او نوشته اقتباس‌هایی از دیگر آثار است.